# Homaloptera ocellata
Homaloptera ocellata är en fiskart som beskrevs av Van der Hoeven, 1833. Homaloptera ocellata ingår i släktet Homaloptera och familjen grönlingsfiskar. Inga underarter finns listade i Catalogue of Life.